# 石川光男 (政治家)
石川 光男（いしかわ みつお、1939年〈昭和14年〉5月15日- ）は、日本の政治家。元秋田県潟上市長（3期）、元天王町長（2期）。旭日小綬章受章。

## 来歴
秋田県潟上市出身。1958年（昭和33年）3月、秋田短期大学附属高等学校（現・ノースアジア大学明桜高等学校）卒業。同年4月、天王町役場に奉職。1995年（平成7年）9月、同町助役に就任。
1999年（平成11年）7月、櫻庭敏朗町長死去に伴う天王町長選挙に出馬し、元天王町議を下し、初当選。2003年（平成15年）、再選。
2005年（平成17年）3月22日、天王町・飯田川町・昭和町が合併し潟上市が発足。これに伴って天王町長は失職も、同年4月17日に行われた市長選挙に、元秋田県議の藤原俊久を下し、初当選した。
2009年（平成21年）、無投票で再選。2013年（平成25年）、元市議の佐藤義久を破り3選。
2016年末には、翌2017年の市長選に出馬を表明していたが、年明け直後に出馬を見送り引退することを表明。後継に、元文部科学省視学官で、元天王町議会の議長だった藤原寛一の孫に当たる藤原一成を指名した。藤原は、同年4月9日投開票の選挙で、元市議の候補を下して初当選した。

## 栄典
- 2017年 秋の叙勲で地方自治功労により旭日小綬章を受章[5]